# Jan Mertens
Jan Mertens (Amberes, 2 de marzo de 1904 - 21 de junio de 1964) fue un ciclista belga que estuvo activo profesionalmente entre 1926 y 1931. Su victoria más destacada fue el Tour de Flandes de 1928.

## Palmarés
1926
- Copa Sels

1927
- 1 etapa de la Vuelta en Bélgica

1928
- Tour de Flandes

## Resultados en Grandes Vueltas y Campeonatos del Mundo
Durante su carrera deportiva consiguió los siguientes puestos en las Grandes Vueltas y en los Campeonatos del Mundo en carretera:
| Carrera         | 1926 | 1927 | 1928 | 1929 | 1930 | 1931 |
| --------------- | ---- | ---- | ---- | ---- | ---- | ---- |
| Giro de Italia  | -    | -    | -    | -    | -    | -    |
| Tour de Francia | 26º  | -    | 4º   | -    | 15º  | -    |
| Vuelta a España | -    | -    | -    | -    | -    | -    |
| Mundial en ruta | -    | -    | -    | -    | -    | -    |

-: No participa

Ab.: Abandono